# I Nyoman Wenten
I Nyoman Wenten (* im 20. Jahrhundert in Sading auf Bali) ist ein indonesischer Musiker, Tänzer und Schauspieler.

## Leben und Wirken
Wenten stammt aus einer Familie, die seit Generationen Musiker und Künstler hervorbrachte. Seine früheste Ausbildung erhielt er von seinem Großvater, der Puppenspieler, Schauspieler und Tänzer war. Er vervollkommnete seine traditionelle Ausbildung am Konservatorium von Bali und der nationalen Musik- und Tanzakademie in Yogyakarta und erwarb einen Doktorgrad in Musikethnologie an der UCLA.
Er unterrichtete u. a. an den Nationalakademien für Tanz von Bali und von Java, am Center for World Music in den USA, der San José State University, der University of Wisconsin, der University of Washington, der San Francisco State University, der University of California, Los Angeles und San Diego und der San Diego State University.
Er trat bei Tourneen durch die USA und Europa, China, Japan, die Philippinen und Mexiko auf und arbeitete mit Tänzern und Choreographen wie Eko Supriyanto, S. Maridi, Benedictus Suharto, Sardono Waluyo Kusumo, Marion Scott und Linda Sohl-Donnell (Rhapsody in Taps) und Komponisten wie Morton Subotnick, Elaine Barkin, Robert Kyr, George Lewis, L. Subramaniam, Adam Rudolph und Bill Alves zusammen.
Seit 1989 betreute er als künstlerischer Leiter und musikalischer Berater bei CMP Records in Deutschland eine Reihe von Aufnahmen mit Gamelan-Musik.
Wenten ist mit der Tänzerin Nanik Wenten verheiratet, einer Tochter des Komponisten K.R.T. Wasitodiningrat.
| Personendaten    | Personendaten                                  |
| ---------------- | ---------------------------------------------- |
| NAME             | Wenten, I Nyoman                               |
| KURZBESCHREIBUNG | balinesischer Musiker, Tänzer und Schauspieler |
| GEBURTSDATUM     | 20. Jahrhundert                                |
| GEBURTSORT       | Sading auf Bali                                |